# Balduin al VI-lea de Flandra
Balduin al VI-lea (n. 1030 – d. 17 iulie 1070, Hasnon, Nord-Pas-de-Calais, Franța) a fost conte de Flandra din 1067 până la sfârșitul vieții și, de asemenea, conte de Hainaut sub numele Balduin I de Hainaut din 1051.

## Biografie
Balduin a fost fiul mai mare al contelui Balduin al V-lea de Flandra cu Adela de Franța, fiica regelui Robert al II-lea al Franței. În 1051 el s-a căsătorit cu Richilde de Hainaut, văduvă a contelui Herman de Mons. Prin această căsătorie, Casa de Flandra prelua Comitatul Hainaut (un conglomerat format din Comitatul Mons, Margrafiatul Valenciennes și partea de sud a landgrafiatului Brabant), iar Balduin devenea conte de Hainaut. 
După moartea timpurie a lui Balduin, comitatele Flandra și Hainaut au fost moștenite de fiul său Arnulf al III-lea de Flandra sub regența mamei sale, Richilde. Această cârmuire a fost curând contestată și uzurpată de fratele lui Balduin, Robert I Frizonul. Tânărul Arnulf al III-lea a fost ucis anul următor, în Bătălia de la Cassel. Robert I a rămas conte de Flandra, iar Comitatul Hainaut a revenit Richildei și fiului ei mai mic, Balduin.